# Центральные равнины (область)
Центральные равнины (англ. Central Plains) — область в центре канадской провинции Манитоба западнее Виннипега. 
Область разделена Статистической службой Канады на 3 переписных участка (№№8, 9 и 10). Площадь области составляет 10 656,86 км², население — 48 289 человек.

## Крупнейшие населённые пункты
- Гледстоун
- Макгрегор
- Нотр-Дам-де-Лурд
- Портидж-ла-Прери — крупнейший город области
- Сент-Клод
- Триерн

## Достопримечательности
- Сельскохозяйственный музей Манитобы
- 7 природных и экологических парков

## Транспорт
Через область проходят Трансканадское шоссе и шоссе Йеллоухед (Highway 16).